# Caminhos de ferro de montanha na Índia
Os Caminhos de Ferro de Montanha na Índia são ferrovias de bitola estreita construídos no século XIX e início do século XX nas montanhas da Índia e que ainda se encontram em funcionamento.
O nome surgiu quando a linha de Darjeeling — popularmente conhecida como comboio-brinquedo (toy train) de Darjeeling — foi inscrita na lista do Património Mundial da UNESCO, em 1999. As linhas de Nilgiri e de  Kalka–Shimla foram adicionadas à inscrição em 2005 e 2008, respetivamente. Em 15 de abril de 2014, estava proposta a inclusão do linha de Matheran (nos Gates Ocidentais, estado de Maharashtra) e a linha do vale de Kangra (na cordilheira de Dhauladhar, Himalaias, entre Jogindarnagar, no estado de Himachal Pradesh e Pathankot, no estado do Punjabe).